# Кадифен кърлеж
Кадифените кърлежи (Trombidium holosericeum) са вид паякообразни от семейство Trombidiidae.
Таксонът е описан за пръв път от Карл Линей през 1758 година.